# Раудерфен
Раудерфен (њем. Rhauderfehn) општина је у њемачкој савезној држави Доња Саксонија. Једно је од 19 општинских средишта округа Лер. Према процјени из 2010. у општини је живјело 17.309 становника. Посједује регионалну шифру (AGS) 3457018.

## Географски и демографски подаци
Раудерфен се налази у савезној држави Доња Саксонија у округу Лер. Општина се налази на надморској висини од 4 метра. Површина општине износи 102,9 km². У самом мјесту је, према процјени из 2010. године, живјело 17.309 становника. Просјечна густина становништва износи 168 становника/km².

## Међународна сарадња
| Мјесто | Држава | Врста сарадње | Од    |
| ------ | ------ | ------------- | ----- |
|        | Русија | партнерство   | 2008. |
| Извор  |        |               |       |